# Iglesia de Santo Tomás (Arrazua de Vizcaya)
La iglesia de Santo Tomás es un inmueble de localidad española de Arrazua de Vizcaya, en la provincia de Vizcaya.

## Descripción
El edificio se encuentra en la entidad de población española de Arrazua de Vizcaya, en la provincia de Vizcaya. Se menciona como iglesia parroquial del lugar en el tercer volumen del Diccionario geográfico-estadístico-histórico de España y sus posesiones de Ultramar de Pascual Madoz, donde aparece descrita con las siguientes palabras:

La igl. parr. (Sto. Tomás Apóstol), fué fundada en el siglo XII por el dueño de la casa solar de Arrizua y varios aparceros: se reedificó y amplió en 1530 formándola de una nave de 116 pies de long. y 63 de lat.; en 1773 se construyó un bello coro de piedra sillar con balaustrada de hierro, y en 1782 se colocó en su torre 1 relox fabricado en Durango: está servida por 3 beneficiados; es patrono el conde de Montijo
(Madoz, 1846, p. 11)